# Автомобільний спорт
Автомобі́льний спорт (автоспорт) — автомобільні змагання на пересіченій місцевості та на шосе й шосейних спорудах різного типу, які проводяться на спортивних, гоночних та серійних автомобілях.
Автомобільний спорт є одним з моторних видів спорту. Як і більшість моторних видів спорту автоспорт має багато своїх дисциплін або категорій, які відрізняються умовами та правилами змагань у відповідній дисципліні.
Категоризація дисциплін автоспорту є відносно умовною і здійснюється по різному в різних країнах і частинах світу.

## Автомобільні перегони

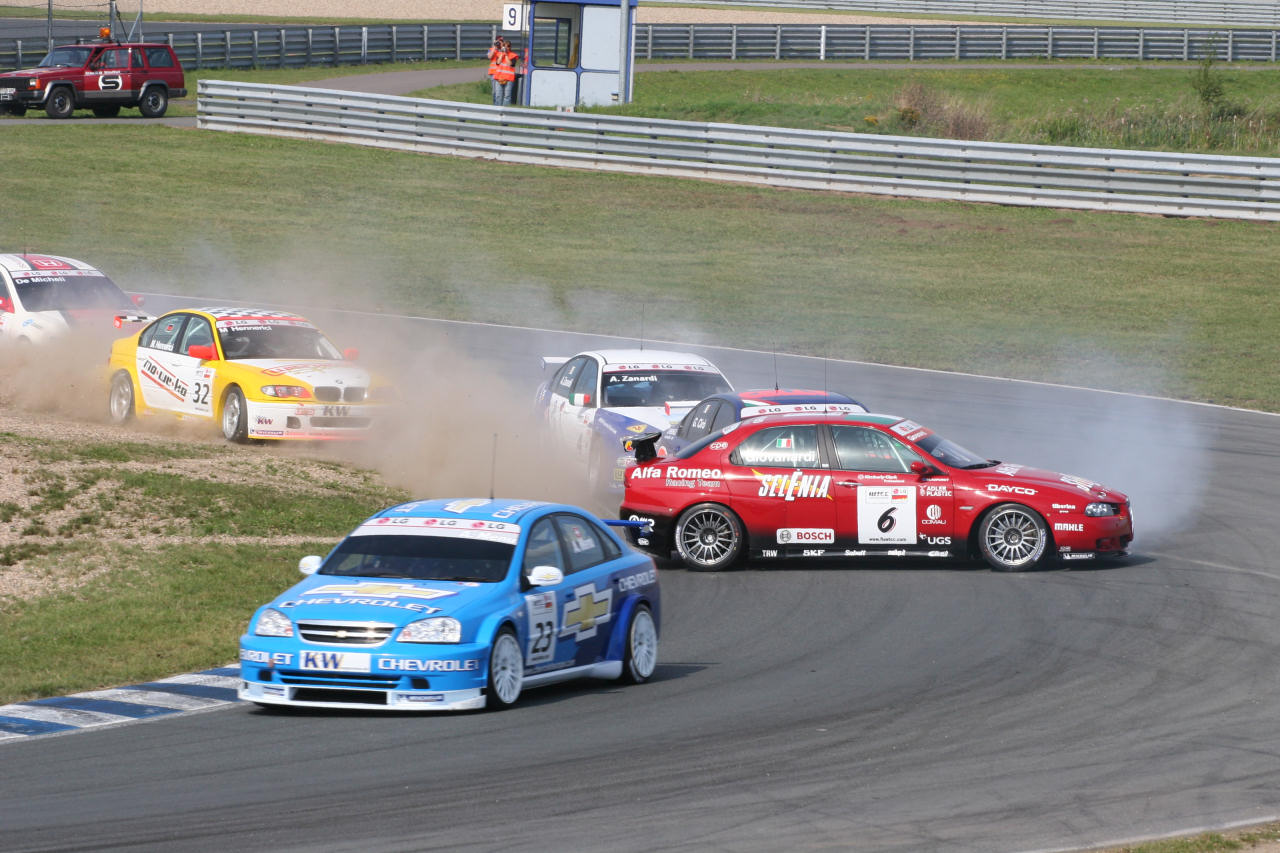
Кільцеві перегони WTCC в Ошерслебен, Німеччина

Найпопулярнішою категорією змагань автомобільного спорту є автомобільні перегони — група дисциплін автомобільного спорту, в яких відбуваються змагання на швидкість проходження відповідної траси перегонів.

## Інші дисципліни автоспорту
Існує також група дисциплін автоспорту, в яких метою змагань не є досягнення мети за найкоротший час, а демонстрація вправності пілота в керуванні автомобілем. До таких дисциплін зокрема відносять дрифт — змагання на видовищність проходження спеціальної траси з заносом автомобіля.

## Автомобільний спорт в Україні
Всі автоспортивні змагання в Україні відбуваються під егідою Автомобільної Федерації України — FAU (ФАУ), згідно з затвердженими федерацією правилами і календарями. Виняток складають змагання з картингу та автомобільного слалому, які проводять Федерація Картингу України — ФКУ, та Федерація автомобільного слалому України — ФАСУ. FAU проводить в Україні автоспортивні змагання (кубки та/або чемпіонати) в таких дисциплінах:
- Ралі
- Кільцеві перегони
- Автомобільний крос
- Ралі-рейди
- Гонки на прискорення (Дрег Рейсінг)
- Гірські гонки
- Автомобільний слалом
- Спринт-ралі
- Ралі на серійних автомобілях